# Luigi Gozzi
Luigi Gozzi (Bologna, 2 luglio 1935 – Bologna, 21 settembre 2008) è stato un drammaturgo e regista teatrale italiano.
Era fratello del drammaturgo, sceneggiatore e conduttore radiofonico Alberto Gozzi. 

## Biografia
Appassionato di classici della drammaturgia, molto attento al lavoro dell'attore, fu inizialmente vicino al Gruppo '63 , per poi passare, nel corso degli anni '70, a un teatro di pura sperimentazione, fino all'incontro, in anni più recenti, tra palcoscenico ed elettronica. 
Formatosi alla rigorosa scuola di Luciano Anceschi, Gozzi svolse per diverso tempo attività di assistenza alla cattedra di Istituzioni di Regia del DAMS di Bologna, con Luigi Squarzina. Fu poi docente, sempre presso la sede emiliana del DAMS, di Metodologia e Critica dello Spettacolo. 
Dopo aver esercitato il proprio spirito di regista drammaturgo con L'Anitra selvatica, il Cyrano, la Calandria, fondò a Bologna, nel 1973, il Teatro delle Moline, un luogo che accompagnò per molti anni le sue ricerche sceniche. Tra i primi spettacoli andati in scena vi furono il Malato immaginario e l'Otello, dove più marcatamente mostrò la propria consapevolezza di autore teatrale. 
Alcuni dei successivi lavori nacquero in stretto contatto con la compagna d'arte Marinella Manicardi.
Dopo l'esperienza di teatro psicoanalitico con Freud e il caso di Dora e La doppia vita di Anna O., elaborò nello "stanzone" delle Moline il progetto drammaturgico TRE, e chiamò Marcello Fois, Carlo Lucarelli e Mario Giorgi a cimentarsi con esso. 
A proposito dell'attività di Luigi Gozzi come regista, scrive Marinella Manicardi: "Quando si va in piedi (si comincia cioè ad agire in scena) Luigi fornisce di solito le geometrie di base: spostamenti, direzioni, stasi, entrate, uscite, velocità di passaggi, incroci o no di traiettorie. Non vengono mai fornite indicazioni sui gesti (a meno che non siano battute silenziose) perché, se il disegno complessivo dello spettacolo è chiaro, il corpo dell'attore (compresa la voce) ha già indicazioni sufficienti per dar forma alla propria presenza."
Progressivamente, gli interessi di Gozzi si concentrarono sempre più sulla drammaturgia, e le regie degli spettacoli furono sempre più spesso curate da Marinella Manicardi. 
L'ultima sua opera teatrale fu una sorta di lavoro biografico su Giorgio Morandi, Morandi, col pittore rappresentato per assenza, attraverso lo specchio delle sorelle.
Da anni affetto da sclerosi multipla, morì nel 2008, per le complicazioni della malattia autoimmune.

## Vita privata
Sposò Lea Oppenheim, italianista e docente al Conservatorio di Bologna, figlia del medico ebreo Marco Oppenheim, che insieme alla sua famiglia si rifugiò a Budrio di Cotignola, tra l’ottobre del ’43 e l’aprile del ’45, protetto dalla rete dell’ospitalità costruita da Vittorio Zanzi e capace al tempo stesso, seppur perseguitato, di offrire cura e assistenza a feriti e ammalati. 
Luigi e Lea ebbero tre figlie: Caterina, Francesca e Antonia.

## Pubblicazioni
- La doppia vita di Anna O., Freud e il caso di Dora, Luigi Gozzi, Thema editore, 1991
- Binomio, di Luigi Gozzi, Clueb, 2000. ISBN 8849114249
- L'attentato, di Luigi Gozzi, Marinella Manicardi. Clueb, 2004. ISBN 9788849122077
- Autostrada, di Luigi Gozzi, Marcelo Fois, Carlo Lucarelli, Clueb, 2006. ISBN 9788849127676